# Novonikolaevskij rajon
Il Novonikolaevskij rajon (in russo Новониколаевский район?) è un rajon dell'Oblast' di Volgograd, in Russia, il cui capoluogo è Novonikolaevskij. Istituito nel 1928, ricopre una superficie di 2.362 chilometri quadrati e nel 2021 ospitava una popolazione di circa 20.000 abitanti.